# L'americà impassible
L'americà impassible (títol original anglès The Quiet American) és una pel·lícula estrenada el 2002, adaptació de la novel·la del mateix nom de Graham Greene. Va ser dirigida per Phillip Noyce i protagonitzada per Michael Caine, Brendan Fraser, i Do Thi Hai Yen. Aquesta pel·lícula ha estat doblada al català.
La versió del 2002 de The Quiet American, per contrast amb la versió de 1958, descriu el final original de Greene i el tractament de principal personatge, l'americà Pyle. Com la novel·la, la pel·lícula il·lustra la culpabilitat moral de Pyle promovent intrigues dins del govern del Vietnam del Sud. Anant més enllà de l'obra original de Greene, la pel·lícula va fer servir un muntatge final amb imatges superposades de soldats americans de les dècades de la del Guerra del Vietnam. Miramax va pagar 5,5 milions de dollars pels drets de distribució a l'Amèrica del Nord, guanyant en total als EUA 12,9 milions a sales dels Estats Units. Michael Caine va ser nominat per l'Oscar al millor actor.

## Argument
Primers anys 1950 a Saigon, Vietnam, a finals de la Primera guerra d'Indoxina, en un primer nivell The Quiet American és una història d'amor amb un triangle entre un periodista britànic a la cinquantena, un jove idealista americà i una noia vietnamita, però en un altre nivell és també sobre la confusió política i com s'impliquen els americans en el que seria la Guerra del Vietnam.
Fowler, que narra la història, està implicat en la guerra només com a observador, a part d'un instant crucial. Pyle, que representa els Estats Units i les seves polítiques al Vietnam, és un agent de la CIA enviat per conduir la guerra segons els interessos d'Amèrica, i seguidor de les idees de York Harding, un teòric de política exterior americà que deia que el que el Vietnam necessitava era un " tercer jugador" per prendre el lloc tant dels colonialistes com dels rebels vietnamites i per restaurar l'ordre. Aquest tercer jugador es suposava clarament que eren els Estats Units, i així Pyle comença a crear una "Tercera Força" contra el Viet Minh utilitzant un grup dissident vietnamita encapçalat pel líder corrupte de la milícia, el General Thé (basat en el real Trinh Minh The). Armant la milícia de Thé amb armament americà porta a terme una sèrie de bombardeigs terroristes a Saigon. Aquests bombardeigs, dels quals es culpava els comunistes, maten un elevat nombre de persones innocents, incloent-hi dones i nens.
Mentrestant, Pyle s'ha endut la vietnamita de Fowler mistress Phuong, prometent-li matrimoni i seguretat. Quan Fowler esbrina la implicació de Pyle en els bombardeigs, considera que una acció definitiva segellarà els seus destins. Indirectament accepta deixar el seu ajudant, Hinh, i les seves cohorts comunistes enfrontar-se a Pyle; quan Pyle intenta fugir, Hinh fatalment l'apunyala. Phuong posteriorment torna amb Fowler, i tot i que el comandant de policia francès local sospita del paper de Fowler en l'assassinat de Pyle, en no tenir cap prova, no segueix l'assumpte.

## El context històric
La història de la pel·lícula es desenvolupa durant els anys 50, concretament al període bèl·lic de la Guerra del Vietnam.
També coneguda com a Segona Guerra d'Indoxina, la Guerra del Vietnam fou el conflicte bèl·lic entre el Vietnam del Nord i el Vietnam del Sud, que va tenir lloc entre els anys 1954 a 1975, amb la intervenció directa i indirecta de diversos països estrangers (al sud, principalment els Estats Units fins a la seva retirada el 1973; i al Nord els diversos països del Bloc comunista).
També es pot situar L'Americà Impassible a la Guerra Freda de la Segona Guerra Mundial.
Al film s'interposen dues faccions paral·leles en lluita, el paper del Vietnam davant els colonialistes francesos i l'enfrontament entre el Vietnam del Nord (comunistes) i el Vietnam del Sud.
Altres factors a destacar dins d'aquest apartat són la distintiva varietat de classes socials que trobem al llarg del film i la gran riquesa multicultural de llengües.

## Repartiment
- Michael Caine - Thomas Fowler
- Brendan Fraser - Alden Pyle
- Do Thi Hai Yen - Phuong
- Rade Šerbedžija - Inspector Vigot
- Tzi Ma - Hinh
- Robert Stanton - Joe Tunney
- Holmes Osborne - Bill Granger
- Quang Hai - General Thé

## Premis i nominacions

### Nominacions
- 2003: Oscar al millor actor per Michael Caine
- 2003: Globus d'Or al millor actor dramàtic per Michael Caine
- 2003: BAFTA al millor actor per Michael Caine

## Al voltant de la pel·lícula
- La pel·lícula acaba amb una sèrie d'articles periodístics que miren cap al futur. Sota un titular de 1954 destaca la famosa imatge del General Nguyễn Ngọc Loan executant un presoner Viet Cong. Això passava el 1968.
- Al documental del DVD, l'actor Brendan declara, "d'alguna manera, Alden Pyle és el primer soldat de la Guerra Freda." Alguns diuen que la primera víctima americana del la Guerra Freda va ser John Birch († 1945).
- Al documental del DVD, el productor executiu Sydney Pollack declara, "és un país, i pots sentir una explosió, no és una pel·lícula. Normalment és una guerra."